# Водные петроглифы
Водные петроглифы, англ. Water glyphs — распространённый на американском юго-западе тип петроглифов. Чаще всего водные петроглифы встречаются на юге штата Юта, на севере штата Аризона и на востоке штата Невада. Предполагается, что петроглифы принадлежат древним пуэбло. Хотя местные фермеры и ранчеры наверняка и ранее замечали эти знаки, впервые их задокументировали Роберт Форд и Диксон Спендлав из г. Фридония в штате Аризона. По состоянию на конец 2007 года около 270 примеров таких знаков было обнаружено в ходе подробного исследования, проведённого en:GIS[кем?].

## Описание
Размер водных петроглифов обычно составляет 120 на 60 см, а глубина канавки составляет 1—2,5 см.
Символы обычно состоят из окружности или эллипса, рассечённого надвое прямой линией. Линия обычно выходит за пределы окружности/эллипса с одной из сторон на расстояние, примерно равное диаметру окружности. Иногда эта выступающая линия даже загибается за угол выступа на скале. На петроглифе обычно имеется одиночное углубление-«точка», в пределах окружности или непосредственно рядом с ней.

## Местоположение
Водные петроглифы обычно расположены на горизонтальных или открытых для погоды поверхностях скал. Такое местоположение является необычным, поскольку большинство петроглифов различных культур мира, напротив, располагаются на вертикальных стенах скал или в других местах, где они защищены от погодного воздействия.

## Разновидности
Положение углубления-«точки» по отношению к изображению бывает различным — снаружи, внутри окружности, справа или слева от линии, рассекающей окружность надвое. Внутри круга могут располагаться дополнительные дуги или полудуги, образующие форму месяца или двойного эллипса.

## Теории
Археологи-любители Роберт Форд и Диксон Спендлав (Robert Ford and Dixon Spendlove) утверждают, что символы использовались для обозначения источников воды в пустынных землях юго-запада США.
Другие теории рассматривают петроглифы как астрономические маркеры (солнцестояний?), алтари для жертв или даже знаки испанских путешественников (экспедиция Домингеса — Эскаланте).